# فيليب كليمينت
فيليب كليمينت (بالألمانية: Philipp Klement) (9 سبتمبر 1992 بلودفيغسهافن في ألمانيا - ) هو لاعب كرة قدم ألماني في مركز الوسط. شارك مع منتخب ألمانيا تحت 16 سنة لكرة القدم ومنتخب ألمانيا تحت 20 سنة لكرة القدم. أما مع النوادي، فقد لعب مع ماينتس 05 وهانزا روستوك و1. FC Kaiserslautern II ‏ و1. FSV Mainz 05 II ‏ و1. FC Nürnberg II ‏.

## وصلات خارجية
- فيليب كليمينت على موقع قاعدة بيانات كرة القدم.إي يو (الإنجليزية)
- فيليب كليمينت على موقع بيانات كرة القدم. دي إي (الألمانية)
- فيليب كليمينت على موقع Soccerway.com (الإنجليزية)
- فيليب كليمينت على موقع عالم كرة القدم.نت (الإنجليزية)
- فيليب كليمينت على موقع AS.com (الإسبانية)